# Adrià Pedrosa
Adrià Giner Pedrosa (Barcelona, España, 13 de mayo de 1998) es un futbolista español que juega en la demarcación de defensa para el Sevilla F. C. de la Primera División de España.

## Biografía
Empezó a formarse como futbolista en la cantera de la U. E. Castelldefels donde jugó desde los 6 hasta los 11 años. Más tarde, ingresaría en la cantera del R. C. D. Espanyol en el que en 2017, llegaría al filial de Segunda División B. El 16 de diciembre de 2018, en la jornada 16 de Primera División, hizo su debut en casa frente al Real Betis Balompié en un encuentro en el que el R. C. D. Espanyol perdería por un gol a tres y en el que jugó los 90 minutos.
En junio de 2023 puso fin a nueve años en el conjunto blanquiazul al expirar su contrato. Una vez quedó libre se anunció su fichaje por el Sevilla F. C. por cinco temporadas.

## Clubes
Actualizado al último partido disputado en mayo de 2025.
| Club                           | Div.          | Temporada     | Liga  | Liga  | Copas nacionales | Copas nacionales | Copas internacionales | Copas internacionales | Total | Total |
| Club                           | Div.          | Temporada     | Part. | Goles | Part.            | Goles            | Part.                 | Goles                 | Part. | Goles |
| ------------------------------ | ------------- | ------------- | ----- | ----- | ---------------- | ---------------- | --------------------- | --------------------- | ----- | ----- |
| R. C. D. Espanyol "B" · España | 2.ª B         | 2016-17       | 5     | 0     | —                | —                | —                     | —                     | 5     | 0     |
| R. C. D. Espanyol "B" · España | 3.ª           | 2017-18       | 30    | 5     | —                | —                | —                     | —                     | 30    | 5     |
| R. C. D. Espanyol "B" · España | 2.ª B         | 2018-19       | 11    | 2     | —                | —                | —                     | —                     | 11    | 2     |
| R. C. D. Espanyol "B" · España | Total club    | Total club    | 46    | 7     | 0                | 0                | 0                     | 0                     | 46    | 7     |
| R. C. D. Espanyol · España     | 1.ª           | 2018-19       | 12    | 1     | 4                | 0                | —                     | —                     | 16    | 1     |
| R. C. D. Espanyol · España     | 1.ª           | 2019-20       | 20    | 1     | 3                | 0                | 8                     | 2                     | 31    | 3     |
| R. C. D. Espanyol · España     | 2.ª           | 2020-21       | 32    | 1     | 1                | 0                | —                     | —                     | 33    | 1     |
| R. C. D. Espanyol · España     | 1.ª           | 2021-22       | 31    | 1     | 2                | 1                | —                     | —                     | 33    | 2     |
| R. C. D. Espanyol · España     | 1.ª           | 2022-23       | 7     | 0     | 0                | 0                | —                     | —                     | 7     | 0     |
| R. C. D. Espanyol · España     | Total club    | Total club    | 102   | 4     | 10               | 1                | 8                     | 2                     | 120   | 7     |
| Sevilla F. C. · España         | 1.ª           | 2023-24       | 31    | 1     | 5                | 1                | 4                     | 0                     | 40    | 2     |
| Sevilla F. C. · España         | 1.ª           | 2024-25       | 31    | 1     | 3                | 0                | —                     | —                     | 34    | 1     |
| Sevilla F. C. · España         | Total club    | Total club    | 62    | 2     | 8                | 1                | 4                     | 0                     | 74    | 3     |
| Total carrera                  | Total carrera | Total carrera | 210   | 13    | 18               | 2                | 12                    | 2                     | 240   | 17    |
| 1. 2.                          |               |               |       |       |                  |                  |                       |                       |       |       |

## Palmarés

### Títulos nacionales
| Título                     | Club              | País   | Año  |
| -------------------------- | ----------------- | ------ | ---- |
| Segunda División de España | R. C. D. Espanyol | España | 2021 |